# Levke
Levke, auch Leevke, ist ein weiblicher Vorname. Die männliche Form lautet Leve.

## Bedeutung
Der Name stammt aus dem Friesischen, abgeleitet von „leavje“, dem friesischen Wort für gern haben, lieben oder mögen. Abgewandelt und mit dem Suffix „-ke“, das eine Verniedlichung ausdrückt, wird daraus „Levke“.
Auch möglich ist eine Herkunft aus dem Niederdeutschen: „lev“ für „lieb“ und „-ke“, analog zur obigen Herleitung, als Diminutiv, im Hochdeutschen also gleichbedeutend mit „-chen“, sodass sich auch hier die Bedeutung „Liebchen“ ergibt.